# 银斑衣科
银斑衣科（学名：Argynnaceae）为座囊菌纲贝壳菌目的一科真菌。

## 下属分类
本科包括以下属：
- 银斑衣属 Argynna A.P.Morgan, 1895
- Lepidopterella Shearer & J.L.Crane, 1980